# Since I Met You Baby
Since I Met You Baby est une chanson américaine de R&B écrite et enregistrée par le pianiste Ivory Joe Hunter. Elle a été reprise en 1969 par Sonny James.
D'autres artistes ont enregistré ont repris le titre dont : Freddy Fender, Bill Anderson, Bruce Channel, Sam Cooke, José Feliciano, Narvel Felts, B.B. King, Wanda Jackson, Jerry Lee Lewis, Dean Martin, Lou Rawls et Johnny « Guitar » Watson.